# Guerra e pace (miniserie televisiva 2007)
Guerra e pace è una miniserie televisiva prodotta dalla Lux Vide di Matilde Bernabei e Luca Bernabei e Rai nel 2007, in onda su Rai 1 per quattro puntate.

## Trama
Un affresco della Russia di inizio Ottocento nel momento cruciale dell'invasione Napoleonica, che segnò il destino dell'intera Europa. Questo è Guerra e Pace, ma non solo: è la vita, l'amore, la morte, il desiderio di vendetta e il perdono, la ricerca della felicità, la volontà di fare il bene e la caduta nel male di ogni uomo.

## Produzione
La serie è tratta dall'omonimo romanzo, scritto tra il 1863 e il 1869 da Lev Tolstoj. Con sei paesi coproduttori, è la più grande coproduzione televisiva degli anni 2000. La regia è affidata a Robert Dornhelm, nomination ai Golden Globe con Requiem per Dominic (1990).

### Riprese
Le riprese sono iniziate il 7 agosto 2006 in Lituania, per trasferirsi successivamente a San Pietroburgo e sono durate cinque mesi.

## Differenze tra il libro e la fiction
La fiction, pur riproducendo in modo abbastanza fedele le situazioni e i personaggi del libro, presenta anche alcuni tratti talvolta differenti. Per esempio:
- Nella miniserie manca la parte finale del libro, con le vicende delle nuove famiglie Bezuchov e Rostov.
- Il personaggio di Vera, nel romanzo sorella di Nataša e Nikolaj e Petja, è completamente assente, come pure quello di Boris Drubetskoi e di sua madre Anna Michailovna, o del principe Hippolyte Kuragin.
- Nella ficton è Maria Dimitrievna ad accompagnare Pierre dal padre morente, mentre nel romanzo è la Principessa Anna Michailovna Drubeckoja.
- Nel film il matrimonio di Nikolaj precede quello di Nataša, mentre nel romanzo l'ordine è inverso.
- Il conte Ilia Rostov nel libro muore poco dopo le nozze di Nataša con Pierre Bezuchov, mentre nel film lo si vede presente nell'epilogo (ormai nonno di diversi bambini).
- Nell'opera di Tolstoi è Sonia, e non la contessa Rostova, a rivelare a Nataša che Andreij, ferito dopo Borodino, si trova nella casa vicina. Un'altra differenza è l'incontro, totalmente inventato nella miniserie, tra Andrej ferito e Pierre: nel libro, a questi viene detto che l'amico è morto durante la battaglia e solo successivamente apprende della sua agonia e del riappacificamento finale con Nataša.
- Nel romanzo Petja partecipa a un'imboscata ai francesi guidata da Dolochov, ma nel film vi prende parte anche il fratello Nikolaj che lo vede morire.
- Hélène nel film muore di una malattia contagiosa contratta in una notte d'amore con un ufficiale francese, mentre nel romanzo si avvelena mentre cerca di ottenere il divorzio dal marito.
- Nel romanzo il principe Andrej conosce per la prima volta i Rostov e Nataša quando, già vedovo, rende loro visita in campagna per ragioni amministrative: nella miniserie ella invece s'innamora di lui (all'epoca sposato con Lisa) durante la festa per il proprio onomastico, scena con cui la fiction si apre.